# Małgorzata Ostrowska
Małgorzata Teresa Ostrowska (Malbork; 31 de julho de 1958 — 8 de agosto de 2024) foi uma política da Polónia. Ela foi eleito para a Sejm em 25 de setembro de 2005 com 12 861 votos em 25 no distrito de Gdańsk, candidato pelas listas do partido Sojusz Lewicy Demokratycznej.

## Vida
Nascida na cidade de Malbork, no norte, sede do condado de Malbork na voivodia da Pomerânia, Małgorzata Ostrowska pertencia à Aliança da Esquerda Democrática e inicialmente ganhou sua cadeira no Senado nas eleições parlamentares de 1993. Ela foi membro da Sejm de 1993 a 1997, da Sejm de 1997 a 2001 e da Sejm de 2001 a 2005. Nas eleições realizadas em 25 de setembro de 2005, ela concorreu no distrito eleitoral de Gdańsk, recebendo 12 861 votos, mas dois anos depois, enredada em uma investigação de corrupção, ela perdeu sua imunidade parlamentar e, em seguida, seu assento nas eleições parlamentares de 2007. Ela morreu em 8 de agosto de 2024, aos 66 anos.

## Morte
Ostrowska morreu no dia 8 de agosto de 2024, aos 66 anos.